# 만주국 참의부
만주국 참의부(중국어: 滿州國參議府)는 만주국 황제의 자문기관이다. 일본 제국의 추밀원(樞密院)에 해당한다.

## 개요
입법원이 정식으로 개설되지 않았기 때문에, 사실상 입법 대행기관으로서의 기능을 가졌다. 참의부는 의장 1명, 부의장 1명, 참의 약간 명으로 조직된 합의제 기관으로, 《참의부회의규정》(参議府會議規定)에 근거하여 운영되었다.

## 자문사항
- 법률
- 제실령(帝室令)
- 칙령(勅令, 집정 시대에는 교령(教令))
- 예산과 국고에 부담이 되는 계약
- 조약이나 황제의 이름으로 행해지는 대외 선언
- 그외 중요한 국무사항

## 참의부 구성 인물

### 역대 참의부 의장
1. 장징후이(張景恵, 1932년 3월 9일 ~ 1935년 5월 21일)
2. 장스이(臧式毅, 1935년 5월 21일 ~ 1945년 8월 18일)

### 역대 참의부 부의장
1. 탕위린(湯玉麟, 1932년 3월 9일 ~ 1933년 3월 9일)
2. 장하이펑(張海鵬, 1933년 3월 9일 ~ 1934년 1월 17일)
3. 쓰쿠시 구마시치(筑紫熊七, 1934년 8월 2일 ~ 1937년 7월 1일)
4. 다나베 하루미치(田辺治通, 1937년 7월 7일 ~ 1937년 12월 11일)
5. 하시모토 도라노스케(橋本虎之助, 1937년 12월 11일 ~ 1945년 8월 18일)

### 참의 일람
- 위안진카이(袁金鎧, 1932년 3월 9일 ~ 1935년 2월 1일)
- 뤄전위(羅振玉, 1932년 3월 9일 ~ 1933년 7월 5일)
- 구이푸(貴福, 1932년 3월 9일 ~ 1936년 4월 15일)
- 장하이펑(張海鵬, 1932년 3월 9일 ~ 1933년 3월 9일)
- 쓰쿠시 구마시치(筑紫熊七, 1932년 8월 6일 ~ 1934년 8월 2일)
- 청즈위안(程志遠, 1932년 8월 15일 ~ 1932년 12월 7일)
- 고마이 도쿠조(駒井徳三, 1932년 10월 5일 ~ 1933년 7월 12일)
- 다나베 하루미치(田辺治通, 1933년 1월 14일 ~ 1937년 12월 11일)
- 정윈(増韞, 1933년 2월 12일 ~ 1937년 5월 7일)
- 선루이린(沈瑞麟, 1933년 5월 21일 ~ 1940년 5월 18일)
- 야다 시치타로(矢田七太郎, 1934년 2월 23일 ~ 1937년 12월 11일)
- 바오시(宝熙, 1934년 2월 28일 ~ 1937년 5월 7일)
- 후쓰위안(胡嗣瑗, 1934년 2월 28일 ~ 1939년 4월 24일)
- 셰제스(謝介石, 1935년 5월 21일 ~ 1935년 6월 19일)
- 룽허우(栄厚, 1936년 8월 27일 ~ 1942년 9월 28일)
- 치모터써무피러(齊黙特色木丕勒, 1937년 5월 7일 ~ 1941년 3월 25일)
- 오하시 주이치(大橋忠一, 1937년 12월 11일 ~ 1939년 8월 17일)
- 후루타 마사후(古田正武, 1937년 12월 11일 ~ 1939년 3월 22일)
- 나오키 린타로(直木倫太郎, 1939년 3월 22일 ~ 1943년 2월 11일)
- 우즈산(于芷山, 1939년 4월 2일 ~ 1942년 9월 29일)
- 쑨치창(孫其昌, 1940년 5월 16일 ~ 1942년 9월 28일)
- 기요하라 노리마스(清原範益, 1940년 5월 16일 ~ 1945년 6월 2일)
- 딩젠슈(丁鑑修, 1940년 5월 16일 ~ 1942년 9월 28일)
- 쓰보가미 데이지(坪上貞二, 1940년 6월 4일 ~ 1941년 8월 1일)
- 고다이라 곤이치(小平権一, 1941년 8월 25일 ~ 1942년 4월)
- 왕징수이(王静修, 1941년 12월 18일 ~ 1945년 8월 18일)
- 이노 에이이치(井野英一, 1942년 5월 15일 ~ 1945년 8월 18일)
- 웨이환장(韋煥章, 1942년 9월 28일 ~ 1945년 3월 12일)
- 장환샹(張煥相, 1942년 9월 28일 ~ 1945년 8월 18일)
- 차이윈성(蔡運升, 1942년 9월 28일 ~ 1945년 8월 18일)
- 딩차오(丁超, 1942년 9월 28일 ~ 1945년 8월 18일)
- 다카하시 야스노리(高橋康順, 1943년 6월 19일 ~ 1945년 8월 18일)
- 가고시마 도오(鹿児島虎雄, 1943년 6월 19일 ~)
- 이노우에 주야(井上忠也, 1944년 10월 2일 ~ 1945년 8월 18일)
- 서우밍아(寿明阿, 1945년 7월 20일 ~ 1945년 8월 18일)